# 石川遼 (プロ雀士)
石川 遼（いしかわ りょう）は、神奈川県生まれの競技麻雀のプロ雀士。日本プロ麻雀連盟所属。団体内の段位は四段。4代目天鳳位。

## 略歴
「天鳳位vs.連盟プロ」の3シーズンが終わった直後に日本プロ麻雀連盟会長の森山茂和が天鳳位の石川(すずめクレイジー)、ASAPIN、独歩、かにマジン、就活生@川村軍団に対し、鳳凰戦B2リーグスタート、入会テスト免除の特典付き入会を打診した。他の天鳳位が保留する中、石川だけが入会を即決した(他の天鳳位は後に辞退した)。
2021年、第34期新人王戦で優勝。
2022年、麻雀最強戦2022 「男子プロ理詰めの極致」優勝。

## 獲得タイトル
- 第34期新人王[3]

## 作品

### 制作協力
- ネマタ『天鳳公式完全攻略読本』洋泉社、2015年7月、ISBN 978-4800306906

　（四代目天鳳位すずめクレイジーの6箇条 寄稿、すずめクレイジー名義）
- 平澤元気『絶対にラスを引かない麻雀 ラス回避35の技術』マイナビ出版、2016年2月、ISBN 978-4839958459

　（第4章解答者として、すずめクレイジー名義）
- 平澤元気『麻雀 序盤の鉄戦略 3人の天鳳位が出す究極の結論』マイナビ出版、2017年8月、ISBN 978-4839963989

　（討論者として、すずめクレイジー名義）